# 熱損失係数
熱損失係数（ねつそんしつけいすう、英語: heat loss coefficient）とは、室内外の温度差が1℃（1 K）のとき延床面積1 m2あたりに逃げ出す熱量のことである。その値はQ値といわれ、住宅の断熱性能を表したものであり、値が小さいほど断熱性が高い。
国際単位系(SI)における単位はW/m2・K（ワット毎平方メートル毎ケルビン）で表される。平成11年省エネ基準での評価ではkcal/m2h（キロカロリー毎平方メートル毎時）も使われていた。

## 定義
熱損失係数は総合熱貫流率を延床面積で除した値として定義される。すなわち、熱損失係数を{\displaystyle Q}［W/m2・K］、総合熱貫流率を{\displaystyle {\bar {KS}}}［W/K］、延床面積を{\displaystyle S_{o}}［m2］として、
{\displaystyle Q={\bar {KS}}/S_{o}}
と表される。

## 省エネルギー法
新たなエネルギーとして電気が対象となり判断基準が明確となったことから、1979年（昭和54年）に省エネルギー法が制定される。
また、翌年1980年（昭和55年）には建築物向けに「省エネルギー基準」が制定され、現在では旧基準と呼ばれている。
| 地域 | 熱損失係数（W/m2K） | 熱損失係数（kcal/m2hK） |
| --- | ------------------- | ----------------------- |
| 北海道 | 1.6                 | 1.4                     |
| 青森県・岩手県・秋田県 | 1.9                 | 1.6                     |
| 宮城県・山形県・福島県・ 茨城県・栃木県・群馬県・ 新潟県・富山県・石川県・ 福井県・山梨県・長野県・ 岐阜県・滋賀県                                                                                                 | 2.4                 | 2.1                     |
| 埼玉県・千葉県・東京都・ 神奈川県・静岡県・愛知県・ 三重県・京都府・大阪府・ 奈良県・和歌山県・鳥取県・ 島根県・岡山県・広島県・ 山口県・徳島県・香川県・ 愛媛県・高知県・福岡県・ 佐賀県・長崎県・熊本県・ 大分県 | 2.7                 | 2.3                     |
| 宮崎県・鹿児島県 | 2.7                 | 2.3                     |
| 沖縄県 | 3.7                 | 3.2                     |